# Farooq Leghari
Sardar Farooq Ahmad Khan Leghari (en ourdou :  سردار فاروق احمد خان لغاری) ou plus simplement Farooq Leghari (en ourdou : فاروق لغاری), né le 29 mai 1940 à Choti Zareen (Raj britannique) et mort le 20 octobre 2010 à Rawalpindi, est un homme d'État pakistanais. Il a été président de la république islamique du Pakistan du 14 novembre 1993 au 2 décembre 1997. 
Adhérant au Parti du peuple pakistanais dans les années 1970, il est sénateur en 1975, puis député en 1988, et a occupé plusieurs fonctions ministérielles. En 1993, il devient le premier président du PPP depuis Zulfikar Ali Bhutto, mais entre en conflit avec son Premier ministre Benazir Bhutto et met un terme à son gouvernement. Quittant son parti en 1997, il a rejoint la Ligue musulmane du Pakistan (Q) en 2004.

## Biographie

### Jeunesse et éducation
Sardar Farooq Ahmad Khan Leghari est né le 29 mai 1940 à Choti Zareen (en), alors situé dans le Raj britannique, et aujourd'hui dans la province pakistanaise du Pendjab, plus précisément dans le district de Dera Ghazi Khan. Il est issu d'une tribu à laquelle il doit son nom de famille. Son père, puis lui-même avec sa mort, ont dirigé les affaires de la tribu. Ses ascendants ont joué un rôle politique important au niveau national, son père et son grand-père ayant notamment été ministres. 
Leghari a fait ses études au Forman Christian College de Lahore, puis a obtenu un master en philosophie, politique et économie de l'université d'Oxford en 1963.

### Carrière politique

#### Parlementaire et ministre
Leghari rejoint le Parti du peuple pakistanais durant les années 1970 puis prend des responsabilités quand son leader, Zulfikar Ali Bhutto, est emprisonné. Alors que son parti devient la principale force d'opposition au régime du président Muhammad Zia-ul-Haq, Leghari a été arrêté plusieurs fois et assigné à résidence.
Il est élu sénateur en 1975, et conserve ce poste jusqu'au coup d'État du 5 juillet 1977, puis est élu pour la première fois député lors des élections législatives de 1988, et réélu lors des élections de 1990 et des élections de 1993. Il est ainsi ministre de la Production en 1975, ministre de l'Eau et de l'Énergie entre 1989 et 1990, puis ministre des Finances et ministre des Affaires étrangères en 1993.

#### Président de la République

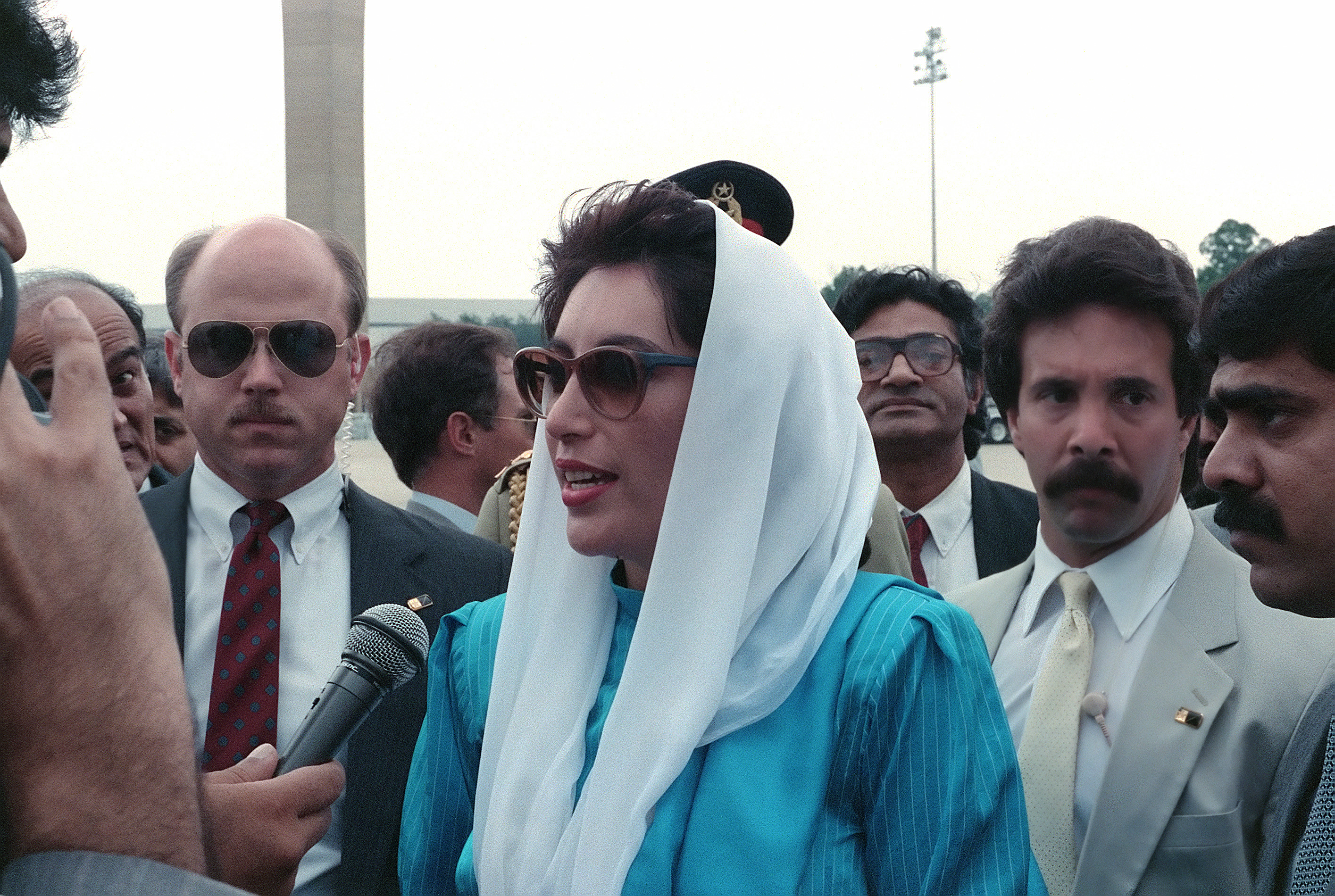
Leghari entre en conflit avec le propre chef de son parti, Benazir Bhutto, et met un terme à son gouvernement en 1996.

En novembre 1993, alors que le président Ghulam Ishaq Khan a démissionné, que le Parti du peuple pakistanais vient de remporter les élections législatives et que Benazir Bhutto redevient Premier ministre, Leghari se présente à la présidence. Disposant d'un confortable avance dans la collège électoral, il est élu le 14 novembre face à Wasim Sajjad de la Ligue musulmane du Pakistan (N) par 274 voix contre 168.
Toutefois, en 1996, Leghari entre en conflit avec la dirigeante de son parti Benazir Bhutto. Le président utilise l'article 58 de la Constitution pour destituer le Premier ministre sous les charges de corruption de népotisme, provoquant ainsi des élections législatives anticipées. Son ordre du 5 novembre mentionne aussi l'état d'insécurité du pays, dont notamment le meurtre de Murtaza Bhutto. L'opposant Nawaz Sharif devient ensuite de nouveau Premier ministre à la suite de sa victoire aux élections législatives de 1997, puis entre lui-même en conflit avec le président alors qu'il cherche à réformer la Constitution pour supprimer la plupart des pouvoirs discrétionnaires du président, dont celui de démettre son Premier ministre et de dissoudre les assemblées. Menacé de destitution par la Ligue musulmane du Pakistan (N), le président Leghari démissionne le 2 décembre 1997, un an avant la fin de son mandat.

#### Fin de vie
En 2002, Leghari fonde sa propre formation politique, le « Millat », qui forme une coalition avec d'autres partis politiques, comme le Parti national du peuple, en vue des élections législatives de 2002. Se présentant lui-même dans la seconde circonscription de Dera Ghazi Khan, il est élu député avec 51 % des voix. En 2004, le Millat se fonde dans la Ligue musulmane du Pakistan (Q), soutenant Pervez Musharraf. 
Leghari meurt le 20 octobre 2010 à Rawalpindi, à l'âge de 70 ans, alors qu'il était hospitalisé pour problèmes cardiaques,.